# Julius Hurwitz
Julius Hurwitz (* 14. Juli 1857 in Hildesheim; † 15. Juni 1919 in Luzern) war ein deutscher Mathematiker.

## Leben
Julius Hurwitz stammte aus einer jüdischen Familie in Hildesheim. Sein Vater, Salomon Hurwitz (1813–1885), war ein geschäftlich nicht sehr erfolgreicher Fabrikant. Seine Mutter, Elise Wertheimer (1822–1862), Tochter des Bankiers Moses Heinemann Wertheimer in Hannover, starb, als Julius 5 Jahre und seine Brüder Adolf 3 Jahre und Max 13 Jahre alt waren. In Hildesheim besuchte Hurwitz den damaligen Realklassenzweig des Andreanums. Dort wurde seine mathematische Begabung ebenso wie die seines Bruders Adolf Hurwitz durch ihren Lehrer Hermann Caesar Hannibal Schubert erkannt und gefördert. Schubert empfahl dem Vater beide Söhne Mathematik studieren zu lassen. Da jedoch nur das Studium eines Sohnes finanziell von einem Freund von Salomon Hurwitz unterstützt werden konnte, wurde Adolf nach einer Befragung des Lehrers Schubert dafür ausgewählt. Julius musste den gleichen Beruf wie sein älterer Bruder Max erlernen. Er absolvierte eine Lehre in Nordhausen und wurde Bankangestellter, unter anderem in Hamburg. Er übernahm in Hannover mit seinem Bruder Max das Bankgeschäft ihres verstorbenen Onkels Adolf Wertheimer. Da Julius aber auch Mathematik studieren wollte, erhielt er am 9. September 1890 seinen Schulabschluss nach dem Besuch des Realgymnasiums in Quakenbrück. Er studierte Mathematik unter Aufsicht seines jüngeren Bruders Adolf an der Albertus-Universität Königsberg. Er bearbeitete dort eine Vielzahl von Vorlesungsskripten nicht nur von seinem Bruder, sondern unter anderem auch von Viktor Eberhard (1861–1927) und David Hilbert. 1892 folgte er seinem Bruder Adolf nach Zürich, wohin dieser einen Ruf der ETH Zürich erhalten hatte. Er wurde am Eidgenössischen Polytechnikum Zürich ohne Prüfung in den dritten Jahreskurs der Mathematik aufgenommen und 1893 erhielt er das Abgangszeugnis in Zürich, wo bis 1911 noch nicht doktoriert werden konnte. 1894 studierte er in Halle weiter, 1895 promovierte er magna cum laude an der Martin-Luther-Universität Halle-Wittenberg mit der Dissertationsschrift: Über eine besondere Art der Kettenbruch–Entwicklung complexer Größen. Anschließend wurde er Dozent in Basel, Mitglied der Naturforschende Gesellschaft in Basel und habilitierte 1896 an der Universität Basel mit der öffentlichen Habilitationsvorlesung über ’Das Unendliche in der Mathematik’. 1905 meldete er sich aus Basel ab und wohnte bis 1916 in der Stadt Luzern, dann in Freiburg im Breisgau. Er starb 1919 während eines Aufenthalts in Luzern, vier Monate vor seinem schwer nierenkranken Bruder.

## Schriften
- Hurwitz, Julius: Über die Reduction der binären quadratischen Formen mit complexen Coëfficiënten und Variabeln, 1902 Acta Mathematica
- Hurwitz, Julius: Ueber eine besondere Art der Kettenbruch-Entwicklung complexer Grössen, 1895
- Über Minimalflächen, Vorlesung von unbekannt. Vorlesungsnachschrift, ausgearbeitet von Julius Hurwitz